# Älgtjärnen (Silbodals socken, Värmland)
Älgtjärnen är en sjö i Årjängs kommun i Värmland och ingår i Göta älvs huvudavrinningsområde. Sjöns area är 0,039 kvadratkilometer och den befinner sig 302 meter över havet.